# Харп (посёлок городского типа)
Харп (с нен. — «северное сияние») — посёлок городского типа в Ямало-Ненецком автономном округе России. Входит в городской округ город Лабытнанги. С 2018 и до 2021 года входил в Приуральский район.
Население — 4993 чел. (2023).

## География
Расположен в отрогах гор Полярного Урала, на реке Соби. Находится на 67-й параллели, в 60 километрах севернее полярного круга, в 30 километрах от города Лабытнанги. Железнодорожная станция — Харп — Северное Сияние. Площадь посёлка — 930 га. Ближайшие горные массивы: Чёрная, Кудрявая, Рай-Из.

## История
Населённый пункт начинался с создания железнодорожной станции Подгорной, которая состояла из нескольких домиков железнодорожников. Решением Тюменского областного Совета депутатов трудящихся от 24 января 1968 года № 54 произошло преобразование станции Подгорной в сельский посёлок Харп, а в декабре 1971 года решением Верховного Совета РСФСР образован Харпский сельский Совет.
9 апреля 1981 года Харп был передан в административное подчинение городу Лабытнанги (Лабытнангскому горсовету). Харп стал рабочим посёлком, а сельский Совет преобразован в Харпский поселковый Совет (с 1992 года — администрация посёлка Харп).
В период 2004—2021 годов входил в Приуральский район и в его составе образовывал городское поселение посёлок Харп (площадью 10,21 км²).
В 2021 году посёлок городского типа Харп из Приуральского района был вновь переподчинён городу окружного значения Лабытнанги и включён в состав городского округа город Лабытнанги.
16 февраля 2024 года в исправительной колонии особого режима «Полярный волк» (ИК-3) в Харпе в возрасте 47 лет умер российский оппозиционный лидер Алексей Навальный.

## Население
| 1989  | 2002  | 2009  | 2010  | 2011  | 2012  | 2013  |
| ----- | ----- | ----- | ----- | ----- | ----- | ----- |
| 5381  | ↗7278 | ↘6983 | ↘6413 | ↘6394 | ↘6308 | ↘6228 |
| 2014  | 2015  | 2016  | 2017  | 2018  | 2019  | 2020  |
| ↘6165 | ↘6141 | ↗6193 | ↘6053 | ↘5987 | ↘5941 | ↘5850 |
| 2021  | 2023  |       |       |       |       |       |
| ↘5031 | ↘4993 |       |       |       |       |       |

Национальный состав
По данным Всероссийской переписи населения 2010 года:
| Национальность | Численность (чел.) | % от всего | % от указавших |
| -------------- | ------------------ | ---------- | -------------- |
| Русские        | 4360               | 67,99%     | 70,40%         |
| Украинцы       | 641                | 10,00%     | 10,35%         |
| Татары         | 155                | 2,42%      | 2,50%          |
| Ненцы          | 109                | 1,70%      | 1,76%          |
| Ханты          | 100                | 1,56%      | 1,61%          |
| Башкиры        | 56                 | 0,87%      | 0,90%          |
| Азербайджанцы  | 57                 | 0,89%      | 0,92%          |
| Таджики        | 52                 | 0,81%      | 0,84%          |
| Чуваши         | 51                 | 0,80%      | 0,82%          |
| Белорусы       | 50                 | 0,78%      | 0,81%          |
| Казахи         | 51                 | 0,80%      | 0,82%          |
| Марийцы        | 48                 | 0,75%      | 0,78%          |
| Коми           | 43                 | 0,67%      | 0,69%          |
| Другие         | 420                | 6,55%      | 6,78%          |
| Указали        | 6193               | 96,57%     | 100,00%        |
| Не указали     | 220                | 3,43%      |                |
| Всего          | 6413               | 100,00%    |                |

Религия
Большинство верующих жителей посёлка Харп исповедуют христианство. На территории посёлка присутствуют следующие христианские организации: православный приход Рождества Пресвятой Богородицы (РПЦ МП, Салехардская и Новоуренгойская епархия), община евангельских христиан «Благая весть» и община христиан веры евангельской. Также действует мусульманская община.

## Инфраструктура
Автомобильное сообщение с Лабытнанги. В посёлке находится ж/д станция. Ежедневное сообщение поездами Москва — Лабытнанги, Лабытнанги — Воркута. До аэропорта Салехарда — 54 километра, речного порта Лабытнанги — 40 километров.
В посёлке функционируют средняя школа, младшая школа, школа искусств, 2 дошкольных учреждения, 2 больницы, профилакторий, 2 аптеки, 5 спортивных учреждений, 2 учреждения клубного типа.

### Исправительные колонии
В колонии особого режима ИК-3, расположенной в центре посёлка (ул. Гагарина, 1а), до декабря 2006 года отбывал наказание в виде 8 лет лишения свободы Платон Лебедев. В декабре 2023 года в колонию был переведён Алексей Навальный (умер в колонии 16 февраля 2024 года).
В посёлке также находится колония особого режима «Полярная сова» (ФКУ ИК-18) — одна из семи колоний для осуждённых к пожизненному лишению свободы в России, известная своим жёстким режимом содержания. В «Полярной сове» отбывают наказание такие преступники, как Нурпаша Кулаев — единственный оставшийся в живых террорист из банды, захватившей 1 сентября 2004 года школу в Беслане; Александр Пичушкин, серийный убийца, известный как «Битцевский маньяк»; бывший майор милиции Денис Евсюков, до совершения массового убийства работавший начальником ОВД Царицыно г. Москвы; Сергей Буторин, криминальный авторитет и лидер «Ореховской ОПГ»; Сергей Помазун, массовый убийца, известный как «Белгородский стрелок»; а также криминальный авторитет и вор в законе Юрий Пичугин.

## Экономика
- Хромиты, добываемые ОАО «Конгор-Хром» в горном массиве Полярного Урала Райиз (Рай-Из), привозятся автомобилями в Харп и грузятся в вагоны на железнодорожной станции[30].
- С 2010 года в посёлке эксплуатируется ТЭС мощностью 12 МВт, основным оборудованием которой являются 4 газопоршневые установки фирмы Jenbacher[31].
- Рыборазводный завод, выпускающий в реки Ямала мальков муксуна, чира и других рыб[32].

## Культура
- Детская школа искусств
- Культурно-спортивный центр

## Спорт
- Спортивно-оздоровительный комплекс «Нефрит»